# Esporte Clube Ypiranga
L'Esporte Clube Ypiranga és un club de futbol brasiler de la ciutat de Salvador a l'estat de Bahia.

## Història
L'Esporte Clube Ypiranga fou fundat el 7 de setembre de 1906 amb el nom Sport Club Ypiranga, a partir d'un club anomenat Sport Club Sete de Setembro fundat el 17 d'abril de 1904.
Participà per primer cop al campionat estatal el 1914, acabant tercer. El 1917 guanyà el seu primer campionat sense perdre cap partit. En total guanyà 10 campionats estatals, el darrer el 1951.

## Palmarès
- Torneio dos Campeões do Norte-Nordeste:
  - 1951

- Campionat baiano:
  - 17*, 1918*, 1920, 1921*, 1925*, 1928*, 1929*, 1932*, 1939, 1951

- Campionat baiano de Segona Divisió:
  - 1983, 1990*

- Torneio Início: 
  - 1919, 1922, 1929, 1933, 1947, 1956, 1959, 1963

* Campió imbatut.